# Superliga polska w piłce ręcznej mężczyzn (2010/2011)/Składy-Transfery

## Legenda
B – bramkarz

O – Obrotowy

S – Skrzydłowy

R – Rozgrywający

PP – Puchar Polski

M/B – mecze i bramki

(*) – zawodnik dołączył do klubu w trakcie sezonu

(**) – zawodnik odszedł z klubu w trakcie sezonu

## Klub Sportowy Azoty-Puławy
Trener:  Bogdan Kowalczyk (do 3 kwietnia 2011)  Marcin Kurowski (od 3 kwietnia 2011)

Asystent:  Marcin Kurowski

Kierownik drużyny:  Ryszard Antolak

| Nr | Imię i nazwisko       | Data urodzenia | Wzrost | Waga | Pozycja | Liga M/B | PP M/B | Kadra M/B | Były klub                   |
| -- | --------------------- | -------------- | ------ | ---- | ------- | -------- | ------ | --------- | --------------------------- |
| 22 | Maciej Stęczniewski   | 08.05.1973     | 208    | 110  | B       | 16/0     | 1/0    | 0/0       | TSV Hannover Burgdorf       |
| 16 | Piotr Wyszomirski     | 06.01.1988     | 194    | 95   | B       | 12/0     | 0/0    | 19/0      | SMS Gdańsk                  |
| 12 | Marcin Gładysz        | 22.02.1991     | 198    | 82   | B       | 0/0      | 0/0    | 0/0       | wychowanek                  |
| 19 | Paweł Sieczka         | 17.12.1976     | 197    | 100  | O       | ?/?      | 1/1    | 0/0       | Politechnika Radom          |
| 11 | Mateusz Kus           | 14.07.1987     | 200    | 100  | O       | ?/?      | 1/0    | 0/0       | GKS Olimpia Piekary Śląskie |
| 20 | Paweł Grzelak         | 26.11.1987     | 198    | 108  | O       | ?/?      | 1/0    | 0/0       | wychowanek                  |
| 78 | Wojciech Zydroń       | 28.05.1978     | 183    | 82   | S       | 16/123   | 0/0    | 0/0       | Vive Targi Kielce           |
| 5  | Sebastian Płaczkowski | 11.01.1981     | 178    | 75   | S       | ?/?      | 1/0    | 0/0       | wychowanek                  |
| 17 | Dmitrij Afanasjev     | 14.03.1984     | 191    | 85   | S       | ?/?      | 1/0    | 0/0       | Piotrkowianin Piotrków      |
| 3  | Maciej Sieczkowski    | 20.02.1985     | 176    | 69   | S       | ?/?      | 1/3    | 0/0       | wychowanek                  |
| 9  | Michał Kwaśny         | 01.10.1991     | 183    | 70   | S       | ?/?      | 0/0    | 0/0       | wychowanek                  |
| 73 | Grzegorz Gowin        | 15.09.1973     | 202    | 100  | R       | ?/?      | 1/3    | 0/0       | ULZ Sparkasse Schwaz        |
| 13 | Artur Witkowski       | 23.02.1975     | 183    | 79   | R       | ?/?      | 1/0    | 0/0       | AZS AWF Biała Podlaska      |
| 7  | Dimitro Zinczuk       | 29.04.1978     | 192    | 98   | R       | 16/97    | 0/0    | 0/0       | Piotrkowianin Piotrków      |
| 6  | Remigiusz Lasoń **    | 05.01.1982     | 200    | 102  | R       | 6/1      | 1/1    | 0/0       | GKS Olimpia Piekary Śląskie |
| 15 | Oleg Semenov          | 16.09.1982     | 196    | 97   | R       | ?/?      | 1/1    | 0/0       | HC Masheka                  |
| 8  | Tomasz Pomiankiewicz  | 27.01.1983     | 190    | 98   | R       | ?/?      | 1/8    | 0/0       | AZS AWF Biała Podlaska      |
| 18 | Michał Szyba          | 18.03.1988     | 195    | 80   | R       | ?/?      | 1/1    | 0/0       | Unia Lublin                 |
| 27 | Paweł Kowalik         | 13.03.1991     | 191    | 85   | R       | ?/?      | 0/0    | 0/0       | wychowanek                  |
| 32 | Jakub Lipczyński      | 14.11.1991     | 188    | 78   | R       | ?/?      | 0/0    | 0/0       | wychowanek                  |

Przyszli:

nikt nie przyszedł

Odeszli:

 Remigiusz Lasoń →  (Powen Zabrze)

## GSPR Gorzów Wielkopolski
Trener:  Henryk Rozmiarek (od 03.01.2011)

Dariusz Molski (do 12.12.2010)

Mariusz Czubak (13-15.12.2010)

Asystent: ?

Kierownik drużyny: ?

| Nr | Imię i nazwisko        | Data urodzenia | Wzrost | Waga | Pozycja | Liga M/B | PP M/B | Kadra M/B | Były klub              |
| -- | ---------------------- | -------------- | ------ | ---- | ------- | -------- | ------ | --------- | ---------------------- |
| 1  | Luchien Zwiers         | 24.02.1981     | 193    | 90   | B       | ?        | 0      | ?/?       | SV Anhalt Bernburg     |
| 12 | Łukasz Wasilek         | 09.07.1983     | 198    | 85   | B       | ?        | 0      | 0/0       | ZTKKF Stilon Gorzów    |
| 16 | Paweł Kiepulski        | 07.01.1987     | 194    | 95   | B       | ?        | 0      | 0/0       | Miedź Legnica          |
| 13 | Krzysztof Misiaczyk ** | 13.12.1981     | 194    | 110  | O       | ?        | ?      | 0/0       | Chrobry Głogów         |
| 19 | Bartosz Janiszewski ** | 19.03.1983     | 190    | 113  | O       | ?        | ?      | 0/0       | MMTS Kwidzyn           |
| 3  | Arkadiusz Bosy         | 09.11.1986     | 193    | 120  | O       | ?        | ?      | 0/0       | Zew Świebodzin         |
| 22 | Oskar Serpina *        | 10.10.1989     | 190    | 103  | O       | ?        | ?      | 0/0       | Energetyk Gryfino      |
| 76 | Tomasz Jagła           | 24.11.1976     | 187    | 102  | S       | ?        | ?      | 0/0       | ZTKKF Stilon Gorzów    |
| 8  | Jakub Tomczak          | 28.01.1987     | 182    | 78   | S       | ?        | ?      | 0/0       | Ostrovia Ostrów Wlkp.  |
| 10 | Mateusz Stupiński      | 11.11.1988     | 189    | 80   | S       | ?        | ?      | 0/0       | wychowanek             |
| 6  | Dariusz Śramkiewicz    | 08.05.1990     | 180    | 69   | S       | ?        | ?      | 0/0       | wychowanek             |
| 5  | Krzysztof Tłoczyński   | 06.06.1990     | 173    | 65   | S       | ?        | ?      | 0/0       | wychowanek             |
| 11 | Paweł Kaniowski        | 19.01.1972     | 183    | 88   | R       | ?        | ?      | 0/0       | VfL Potsdam            |
| 77 | Filip Kliszczyk        | 05.05.1977     | 190    | 95   | R       | ?        | ?      | 0/0       | Fram Reykjavík         |
| 2  | Władimir Huziejew **   | 28.04.1980     | 193    | 105  | R       | ?        | ?      | 0/0       | SPE Strovolos Nicosia  |
| 22 | Marcin Skoczylas **    | 01.09.1983     | 189    | 110  | R       | ?        | ?      | 0/0       | MTS Chrzanów           |
| 7  | Robert Fogler          | 31.05.1984     | 194    | 102  | R       | ?        | ?      | 0/0       | AZS-AWFiS Gdańsk       |
| 19 | Marcin Gumiński *      | 22.10.1985     | ?      | ?    | R       | ?        | ?      | 0/0       | Energetyk Gryfino      |
| 14 | Mateusz Krzyżanowski   | 31.03.1987     | 198    | 94   | R       | ?        | ?      | 0/0       | UKS Lider Gorzów Wlkp. |
| 9  | Wojciech Gumiński **   | 10.02.1989     | 190    | 78   | R       | 15/87    | ?/?    | 0/0       | wychowanek             |
| 2  | Bartosz Starzyński *   | 23.04.1989     | 188    | 78   | R       | ?        | ?      | 0/0       | Jurand Ciechanów       |
| 13 | Mateusz Przybylski *   | 24.09.1991     | 195    | 90   | R       | ?        | ?      | 0/0       | KSSPR Końskie          |

Przyszli:

 Luchien Zwiers ←  SV Anhalt Bernburg

 Krzysztof Misiaczyk ←  Chrobry Głogów

 Jakub Tomczak ←  Ostrovia Ostrów Wielkopolski

 Władimir Huziejew ←  SPE Strovolos Nicosia

 Robert Fogler ←  AZS-AWFiS Gdańsk

 Bartosz Starzyński ←  Jurand Ciechanów

 Oskar Serpina ←  Energetyk Gryfino

 Mateusz Przybylski ←  KSSPR Końskie (wypożyczenie z Vive Targi Kielce)

 Marcin Gumiński ←  (?)
Odeszli:

 Wojciech Klimczak →  Zagłebie Lubin

 Jarosław Tomiak →  Wolsztyniak Wolsztyn

 Łukasz Małyszko → ?

 Michał Nieradko → ?

 Tomasz Rafalski → ?

 Bartosz Ruszkiewicz → ?

 Mateusz Wolski → ?

 Wojciech Gumiński →
 Zagłebie Lubin

 Krzysztof Misiaczyk →  Chrobry Głogów

 Władimir Huziejew →  Miedź Legnica

 Marcin Skoczylas → ? (rozwiązanie kontraktu)

 Bartosz Janiszewski → ? (rozwiązanie kontraktu)

## SPR Chrobry Głogów
Trener:  Tadeusz Jednoróg

Asystent: ?

Kierownik drużyny:  Stanisław Cenker

| Nr | Imię i nazwisko       | Data urodzenia | Wzrost | Waga | Pozycja | Liga M/B | PP M/B | Kadra M/B | Były klub                   |
| -- | --------------------- | -------------- | ------ | ---- | ------- | -------- | ------ | --------- | --------------------------- |
| 20 | Krzysztof Szczęsny    | 14.08.1981     | 188    | 104  | B       | ?        | 0      | 0/0       | GSPR Gorzów Wlkp.           |
| 12 | Rafał Stachera        | 28.04.1986     | 187    | 84   | B       | ?        | 0      | 0/0       | Śląsk Wrocław               |
| 22 | Sebastian Zapora      | 15.06.1988     | 195    | 85   | B       | ?        | 0      | 0/0       | SMS Gdańsk                  |
| ?  | Krzysztof Misiaczyk * | 13.12.1981     | 194    | 110  | O       | ?        | ?      | 0/0       | GSPR Gorzów Wielkopolski    |
| 11 | Michał Wysokiński     | 04.03.1985     | 184    | 107  | O       | ?        | ?      | 0/0       | AZS-AWFiS Gdańsk            |
| 14 | Mateusz Płaczek       | 21.12.1985     | 186    | 101  | O       | ?        | ?      | 0/0       | GKS Olimpia Piekary Śląskie |
| 7  | Marek Świtała         | 16.04.1980     | 176    | 80   | S       | ?        | ?      | 0/0       | Zagłębie Lubin              |
| ?  | Adrian Marciniak *    | 09.05.1980     | 188    | 98   | S       | ?        | ?      | 0/0       | Śląsk Wrocław               |
| 2  | Paweł Piętak          | 10.03.1983     | 184    | 91   | S       | ?        | ?      | 0/0       | Śląsk Wrocław               |
| 6  | Ireneusz Żak          | 09.03.1989     | 185    | 87   | S       | ?        | ?      | 0/0       | SMS Gdańsk                  |
| 10 | Jakub Łucak           | 18.09.1989     | 182    | 78   | S       | ?        | ?      | 0/0       | Vive Targi II Kielce        |
| 3  | Sebastian Różański    | 04.08.1980     | 191    | 108  | R       | ?        | ?      | 0/0       | Piotrkowianin Piotrków      |
| 27 | Maciej Ścigaj         | 07.06.1982     | 190    | 96   | R       | ?        | ?      | 0/0       | Miedź Legnica               |
| 9  | Krystian Kuta         | 30.05.1984     | 192    | 95   | R       | ?        | ?      | 0/0       | Grunwald Poznań             |
| 11 | Mateusz Frąszczak     | 19.02.1985     | 186    | 87   | R       | ?        | ?      | 0/0       | Śląsk Wrocław               |
| 5  | Tomasz Mochocki       | 06.03.1985     | 194    | 100  | R       | 17       | 88     | 0/0       | Stal Mielec                 |
| 15 | Piotr Olęcki          | 01.01.1986     | 186    | 86   | R       | ?        | ?      | 0/0       | AZS-AWFiS Gdańsk            |
| 4  | Michał Bednarek       | 30.05.1988     | 196    | 85   | R       | ?        | ?      | 0/0       | AZS-AWFiS Gdańsk            |

Przyszli: Sebastian Różański, Mateusz Płaczek, Piotr Olęcki, Michał Wysokiński, Michał Bednarek, Mateusz Frąszczak, Paweł Piętak, Rafał Stachera, Adrian Marciniak (Śląsk Wrocław), Krzysztof Misiaczyk (GSPR Gorzów Wielkopolski)
Odeszli: Mikołaj Szymyślik (Zagłębie Lubin), Łukasz Stodtko (Powen Zabrze), Krzysztof Misiaczyk (GSPR Gorzów Wielkopolski), Łukasz Archuk (Piotrkowianin Piotrków), Jarosław Paluch (Miedź Legnica), Fryderyk Musiał (Wolsztyniak Wolsztyn)

## MMTS Kwidzyn
Trener:  Zbigniew Markuszewski

Asystent: ?

Kierownik drużyny:  Marek Ścieszko

| Nr | Imię i nazwisko     | Data urodzenia | Wzrost | Waga | Pozycja | Liga M/B | PP M/B | Kadra M/B | Były klub             |
| -- | ------------------- | -------------- | ------ | ---- | ------- | -------- | ------ | --------- | --------------------- |
| 16 | Sebastian Suchowicz | 20.01.1976     | 188    | 85   | B       | ?        | ?      | 0/0       | Warszawianka Warszawa |
| ?  | Paweł Kiepulski *   | 07.01.1987     | 194    | 95   | B       | ?        | ?      | 0/0       | GSPR Gorzów Wlkp.     |
| 12 | Miłosz Jedowski     | 01.03.1987     | 185    | 76   | B       | ?        | ?      | 0/0       | wychowanek            |
| 8  | Michał Peret        | 13.08.1987     | 185    | 101  | O       | ?        | ?      | 0/0       | wychowanek            |
| 3  | Adam Pacześny       | 11.04.1990     | 189    | 99   | O       | ?        | ?      | 0/0       | SMS Gdańsk            |
| 15 | Patryk Rombel       | 16.07.1983     | 181    | 84   | S       | ?        | ?      | 0/0       | wychowanek            |
| 11 | Marcin Markuszewski | 29.12.1983     | 185    | 82   | S       | ?        | ?      | 0/0       | AZS-AWFiS Gdańsk      |
| 14 | Łukasz Cieślak      | 14.03.1984     | 186    | 81   | S       | ?        | ?      | 0/0       | wychowanek            |
| ?  | Damian Kostrzewa *  | 19.09.1988     | 188    | 90   | S       | ?        | ?      | 0/0       | Vive Targi Kielce     |
| 17 | Mateusz Seroka      | 24.12.1988     | 176    | 75   | S       | ?        | ?      | 0/0       | SMS Gdańsk            |
| 9  | Dzmitry Marhun      | 21.10.1979     | 193    | 91   | R       | ?        | ?      | ?/?       | Chrobry Głogów        |
| 6  | Maciej Mroczkowski  | 01.06.1980     | 183    | 85   | R       | ?        | ?      | ?/?       | wychowanek            |
| 22 | Michał Waszkiewicz  | 13.09.1982     | 197    | 94   | R       | ?        | ?      | ?/?       | AZS-AWFiS Gdańsk      |
| 10 | Michał Adamuszek    | 29.04.1986     | 191    | 108  | R       | ?        | ?      | ?/?       | Vive Targi Kielce     |
| 13 | Przemysław Rosiak   | 04.07.1986     | 192    | 92   | R       | ?        | ?      | ?/?       | wychowanek            |
| ?  | Kamil Krieger *     | 02.04.1987     | 190    | 90   | R       | ?        | ?      | ?/?       | Vive Targi Kielce     |
| 7  | Robert Orzechowski  | 20.11.1989     | 190    | 90   | R       | ?        | ?      | ?/?       | SMS Gdańsk            |

Przyszli: Michał Adamuszek (wypożyczenie z Vive Targi Kielce), Damian Kostrzewa (wypożyczenie z Vive Targi Kielce), Kamil Krieger (wypożyczenie z Vive Targi Kielce)
Odeszli: Artur Gawlik ( transfer do III ligi niemieckiej), Tomasz Witaszak ( SC DHfK Lipsk), Michał Adamuszek (Vive Targi Kielce), Łukasz Czertowicz ( Wilhelmshavener HV), Jacek Wardziński (Nielba Wągrowiec)

## Miedź Legnica
Trener:  Edward Strząbała (do 3.10.2010 i od 25.11.2010)

Asystent:  Piotr Będzikowski (od 4.10.2010 do 24.11.2010)

Kierownik drużyny:  Mieczysław Chowaniec

| Nr | Imię i nazwisko     | Data urodzenia | Wzrost | Waga | Pozycja | Liga M/B | PP M/B | Kadra M/B | Były klub            |
| -- | ------------------- | -------------- | ------ | ---- | ------- | -------- | ------ | --------- | -------------------- |
| 12 | Artur Banisz        | 02.08.1978     | 193    | 94   | B       | ?        | 0      | 0/0       | Śląsk Wrocław        |
| 1  | Lech Kryński        | 03.11.1985     | 193    | 90   | B       | ?        | 0      | 0/0       | AZS Katowice         |
| 88 | Marek Boneczko      | 11.05.1974     | 190    | 95   | O       | 18       | 43     | 0/0       | Warmia Olsztyn       |
| 3  | Jarosław Paluch     | 30.09.1984     | 192    | 103  | O       | 18       | 16     | 0/0       | Chrobry Głogów       |
| 18 | Andrzej Brygier     | 16.10.1981     | 186    | 90   | S       | 18       | 49     | 0/0       | Żagiew Dzierżoniów   |
| 17 | Paweł Piwko         | 07.10.1982     | 188    | 95   | S       | 18       | 39     | 0/0       | Vive Targi Kielce    |
| 11 | Adam Skrabania      | 21.02.1985     | 183    | 82   | S       | 18       | 53     | 0/0       | ASPR Zawadzkie       |
| 14 | Piotr Swat          | 08.06.1986     | 178    | 85   | S       | 18       | 60     | 0/0       | Śląsk Wrocław        |
| 15 | Tomasz Góreczny     | 24.05.1976     | 181    | 81   | R       | ?        | ?      | 0/0       | Zagłębie Lubin       |
| 10 | Grzegorz Garbacz    | 22.06.1976     | 190    | 105  | R       | 18       | 58     | 0/0       | Śląsk Wrocław        |
| 13 | Artur Szabat        | 07.12.1976     | 190    | 79   | R       | 18       | 25     | 0/0       | Bór Oborniki Śląskie |
| 5  | Tomasz Fabiszewski  | 07.08.1979     | 189    | 89   | R       | 18       | 39     | 0/0       | Chrobry Głogów       |
| 2  | Władimir Huziejew * | 28.04.1980     | 193    | 105  | R       | 2        | 5      | ?/?       | GSPR Gorzów Wlkp.    |
| 83 | Bogumił Buchwald    | 20.12.1983     | 199    | 98   | R       | 12       | 41     | 0/0       | SV Anhalt Berburg    |
| 21 | Adam Świątek        | 10.03.1990     | 194    | 103  | R       | 4        | 15     | 0/0       | Śląsk Wrocław        |
| 7  | Robert Szuszkiewicz | 14.03.1991     | 192    | 87   | R       | 4        | 8      | 0/0       | wychowanek           |

Przyszli:
- Artur Banisz ←  (Śląsk Wrocław)
- Marek Boneczko[27] ←  (Warmia Anders Group Społem Olsztyn)
- Bogumił Buchwald ←  (SV Anhalt Bernburg)
- Grzegorz Garbacz ←  (Śląsk Wrocław)
- Jarosław Paluch ←  (Miedź Legnica)
- Paweł Piwko ←  (Vive Targi Kielce)
- Piotr Swat ←  (Śląsk Wrocław)
- Adam Świątek ←  (Śląsk Wrocław)

Odeszli:
- Michał Hajgenbart → ?
- Wiktor Jędrzejewski → (powrót do Wisły Płock z wypożyczenia)
- Przemysław Witkowski (piłkarz ręczny) → (powrót do Wisły Płock z wypożyczenia)
- Paweł Petela →  (AZS Stelmet Zielona Góra)
- Przemysław Rosiak → ?
- Konstiantyn Tkhorevskyi → ?
- Radosław Żmurko → ?

## Nielba Wągrowiec
Trener:  Giennadij Kamielin

Asystent:  Paweł Galus

Kierownik drużyny:  Piotr Łuszcz

| Nr | Imię i nazwisko      | Data urodzenia | Wzrost | Waga | Pozycja | Liga M/B | PP M/B | Kadra M/B | Były klub              |
| -- | -------------------- | -------------- | ------ | ---- | ------- | -------- | ------ | --------- | ---------------------- |
| 83 | Marek Kubiszewski    | 25.04.1983     | 204    | 111  | B       | ?        | ?      | 0/0       | Vive Targi Kielce      |
| 1  | Adrian Konczewski    | 15.02.1985     | 188    | 97   | B       | ?        | ?      | 0/0       | Wisła Płock            |
| 16 | Tomasz Szałkucki     | 30.04.1985     | 195    | 95   | B       | ?        | ?      | 0/0       | Warszawianka Warszawa  |
| 11 | Jakub Płócienniczak  | 10.01.1984     | 196    | 105  | O       | ?        | ?      | 0/0       | Piotrkowianin Piotrków |
| 9  | Maciej Kasprzak      | 04.10.1984     | 187    | 93   | O       | ?        | ?      | 0/0       | wychowanek             |
| 5  | Bartosz Witkowski    | 01.05.1986     | 190    | 104  | O       | ?        | ?      | 0/0       | wychowanek             |
| 24 | Dawid Pietrzkiewicz  | 10.07.1993     | 183    | 88   | O       | ?        | ?      | 0/0       | wychowanek             |
| 2  | Jacek Szulc          | 02.02.1984     | 185    | 92   | S       | ?        | ?      | 0/0       | Piotrkowianin Piotrków |
| 15 | Oleksi Szyczkow      | 25.02.1984     | 182    | 87   | S       | ?        | ?      | ?/?       | Wisła Płock            |
| 10 | Łukasz Białaszek     | 03.06.1984     | 184    | 87   | S       | ?        | ?      | 0/0       | Piotrkowianin Piotrków |
| 23 | Dawid Matłoka        | 05.01.1991     | 188    | 76   | S       | ?        | ?      | 0/0       | wychowanek             |
| 21 | Dariusz Widziński    | 16.11.1993     | 172    | 61   | S       | ?        | ?      | 0/0       | wychowanek             |
| 8  | Bartosz Świerad      | 12.03.1983     | 188    | 88   | R       | ?        | ?      | 0/0       | Piotrkowianin Piotrków |
| 20 | Michał Tórz          | 05.05.1984     | 188    | 94   | R       | ?        | ?      | 0/0       | Śląsk Wrocław          |
| 14 | Kamil Ciok           | 01.09.1986     | 196    | 83   | R       | ?        | ?      | 0/0       | Warszawianka Warszawa  |
| 19 | Kamil Sadowski       | 29.09.1986     | 190    | 105  | R       | ?        | ?      | 0/0       | Śląsk Wrocław          |
| 6  | Przemysław Krajewski | 20.01.1987     | 184    | 79   | R       | ?        | ?      | 0/0       | Jurand Ciechanów       |
| 7  | Dawid Przysiek       | 04.02.1987     | 188    | 91   | R       | 16       | 97     | 0/0       | wychowanek             |
| 4  | Łukasz Gierak        | 22.06.1988     | 192    | 98   | R       | ?        | ?      | 0/0       | wychowanek             |
| 18 | Rafał Przybylski     | 19.02.1991     | 197    | 106  | R       | ?        | ?      | 0/0       | Kusy Szczecin          |
| 26 | Bartosz Biniewski    | 06.01.1993     | 182    | 73   | R       | ?        | ?      | 0/0       | wychowanek             |

| przychodzą                            | odchodzą           |
| ------------------------------------- | ------------------ |
| Marek Kubiszewski (Vive Targi Kielce) | Marcin Głębocki    |
| Rafał Przybylski (SMS Gdańsk)         | Andriej Frołow     |
| Kamil Sadowski (Śląsk Wrocław)        | Michał Janusiewicz |
| Michał Tórz (Śląsk Wrocław)           | Jacek Szulc        |
| Jacek Wardziński (MMTS Kwidzyn)       |                    |

|}
| Nr | Imię i nazwisko       | Data urodzenia | Wzrost | Waga | Pozycja | Liga M/B | PP M/B | Kadra M/B | Były klub              |
| -- | --------------------- | -------------- | ------ | ---- | ------- | -------- | ------ | --------- | ---------------------- |
| 1  | Tomasz Matulski       | 11.02.1975     | 186    | 145  | B       | ?        | ?      | 0/0       | Anilana Łódź           |
| 16 | Piotr Ner             | 08.12.1982     | 190    | 97   | B       | ?        | ?      | 0/0       | AZS AWF Biała Podlaska |
| 12 | Marek Jędryka         | 14.03.1990     | 192    | 98   | B       | ?        | ?      | 0/0       | AZS AWF Biała Podlaska |
| 15 | Bartosz Wuszter       | 06.08.1977     | 190    | 97   | O       | ?        | ?      | 0/0       | Wisła Płock            |
| 8  | Sylwester Skalski     | 05.08.1979     | 194    | 100  | O       | ?        | ?      | 0/0       | Zagłębie Lubin         |
| 13 | Jacek Wolski          | 28.09.1979     | 186    | 100  | O       | ?        | ?      | 0/0       | Chrobry Głogów         |
| 34 | Michał Matyjasik      | 06.08.1976     | 180    | 85   | S       | ?        | ?      | 0/0       | Viret Zawiercie        |
| 14 | Przemysław Matyjasik  | 17.01.1982     | 180    | 81   | S       | ?        | ?      | 0/0       | KSPR Końskie           |
| 4  | Tomasz Mróz           | 11.03.1985     | 180    | 82   | S       | ?        | ?      | 0/0       | Stal Mielec            |
| 10 | Wojciech Trojanowski  | 12.07.1987     | 182    | 82   | S       | ?        | ?      | 0/0       | Vive Targi Kielce      |
| 9  | Kamil Wasilewski      | 21.03.1990     | 174    | 70   | S       | ?        | ?      | 0/0       | wychowanek             |
| 33 | Paweł Laskowski       | 16.04.1977     | 194    | 100  | R       | ?        | ?      | 0/0       | VfL Gummersbach        |
| 18 | Andrji Matiuk         | 25.10.1984     | 188    | 92   | R       | ?        | ?      | 0/0       | Energetyk Łuck         |
| 7  | Dominik Płócienniczak | 06.07.1985     | 194    | 94   | R       | ?        | ?      | 0/0       | Viret Zawiercie        |
| 24 | Łukasz Achruk         | 02.03.1986     | 194    | 95   | R       | ?        | ?      | 0/0       | Chrobry Głogów         |
| 17 | Piotr Masłowski       | 20.02.1988     | 190    | 80   | R       | ?        | ?      | 0/0       | Wisła II Płock         |
| 11 | Martin Dankowski      | 20.01.1989     | 188    | 87   | R       | ?        | ?      | 0/0       | ChKS Łódź              |
| 3  | Maciej Pilitowski     | 27.10.1990     | 190    | 88   | R       | ?        | ?      | 0/0       | SMS Gdańsk             |

| przychodzą                               | odchodzą                                               |
| ---------------------------------------- | ------------------------------------------------------ |
| Łukasz Achruk (Chrobry Głogów)           | Tomasz Bodasiński                                      |
| Martin Dankowski (ChKS Łódź)             | Mateusz Jankowski (Warmia Anders Group Społem Olsztyn) |
| Piotr Masłowski (Wisła Płock)            | Igor Petrikiejew (JD Arrate)                           |
| Paweł Molenda (powrót z Niemiec)         | Sebastian Różański (Chrobry Głogów)                    |
| Maciej Pilitowski (AZS-AWFiS Gdańsk)     |                                                        |
| Damian Piórkowski (Wisła Płock)          |                                                        |
| Wojciech Trojanowski (Vive Targi Kielce) |                                                        |
| Andrii Matiuk (?)                        |                                                        |

| Nr | Imię i nazwisko    | Data urodzenia | Wzrost | Waga | Pozycja | Liga M/B | PP M/B | Kadra M/B | Były klub             |
| -- | ------------------ | -------------- | ------ | ---- | ------- | -------- | ------ | --------- | --------------------- |
| 1  | Adam Wolański      | 16.06.1969     | 192    | 90   | B       | ?        | ?      | 0/0       | Warmia Olsztyn        |
| 30 | Krzysztof Lipka    | 06.05.1978     | 180    | 86   | B       | ?        | ?      | 0/0       | Azoty-Puławy          |
| 11 | Dariusz Kubisztal  | 11.10.1977     | 193    | 102  | O       | ?        | ?      | 0/0       | Anilana Łódź          |
| 88 | Damian Krzysztofik | 12.04.1988     | 188    | 110  | O       | ?        | ?      | 0/0       | wychowanek            |
| 17 | Marcin Basiak      | 21.04.1981     | 185    | 93   | S       | ?        | ?      | 0/0       | wychowanek            |
| 24 | Michał Chodara     | 17.03.1983     | 182    | 85   | S       | ?        | ?      | 0/0       | Powen Zabrze          |
| 4  | Łukasz Janyst      | 06.10.1983     | 173    | 87   | S       | ?        | ?      | 0/0       | Vive Targi Kielce     |
| 2  | Paweł Wilk         | 05.04.1984     | 178    | 76   | S       | ?        | ?      | 0/0       | wychowanek            |
| 6  | Adrian Najuch      | 21.02.1993     | 184    | 77   | S       | ?        | ?      | 0/0       | wychowanek            |
| 3  | Paweł Albin        | 04.05.1976     | 192    | 95   | R       | ?        | ?      | 0/0       | Viking Handball       |
| 7  | Grzegorz Sobut     | 12.03.1983     | 189    | 107  | R       | ?        | ?      | 0/0       | AZS Radom             |
| 10 | Adam Babicz        | 06.12.1985     | 191    | 102  | R       | ?        | ?      | 0/0       | Zagłębie Lubin        |
| 13 | Paweł Gawęcki      | 09.01.1987     | 193    | 105  | R       | ?        | ?      | 0/0       | Vive Targi Kielce     |
| 9  | Marek Szpera       | 09.09.1987     | 192    | 83   | R       | ?        | ?      | 0/0       | Ostrovia Ostrów Wlkp. |
| ?  | Tomasz Tyniec      | 23.06.1991     | ?      | ?    | R       | ?        | ?      | 0/0       | wychowanek            |

| przychodzą                                         | odchodzą                            |
| -------------------------------------------------- | ----------------------------------- |
| Paweł Albin (Viking Handball)                      | Damian Misiewicz (AZS-AWF Warszawa) |
| Michał Chodara (NMC Powen Zabrze)                  | Tomasz Tyniec (Juvenia Rzeszów)     |
| Adam Wolański (Warmia Anders Group Społem Olsztyn) |                                     |

## Vive Targi Kielce
Trener:  Bogdan Wenta

Asystent:  Tomasz Strząbała

Kierownik drużyny:  Marek Ścieszko

Trener bramkarzy:  Rafał Bernacki

Trener odnowy:  Tomasz Mgłosiek
| Nr | Imię i nazwisko     | Data urodzenia | Wzrost | Waga | Pozycja | Liga M/B | PP M/B | Kadra M/B | Były klub                     |
| -- | ------------------- | -------------- | ------ | ---- | ------- | -------- | ------ | --------- | ----------------------------- |
| 1  | Marcus Cleverly     | 15.06.1981     | 188    | 92   | B       | ?        | 4/0    | ?/?       | TV Emsdetten                  |
| 2  | Piotr Grabarczyk    | 07.01.1987     | 200    | 93   | O       | ?        | 5/2    | ?/?       | SMS Gdańsk                    |
| 5  | Michał Jurecki      | 27.10.1984     | 198    | 110  | R       | ?        | 2/1    | ?/?       | TuS Nettelstedt-Lübbecke      |
| 6  | Kamil Krieger **    | 13.08.1987     | 190    | 94   | R       | ?        | ?/?    | ?/?       | MMTS Kwidzyn                  |
| 7  | Mateusz Zaremba     | 27.10.1984     | 198    | 95   | R       | ?        | 5/12   | ?/?       | HSV Insel Usedom              |
| 9  | Paweł Podsiadło     | 29.03.1986     | 195    | 95   | R       | ?        | 3/5    | 0/0       | wychowanek                    |
| 10 | Patryk Kuchczyński  | 17.03.1983     | 183    | 87   | S       | ?        | 5/22   | ?/?       | Wybrzeże Gdańsk               |
| 11 | Mirza Džomba        | 28.02.1977     | 191    | 94   | S       | ?        | 5/20   | 0/0       | HC Croatia Osiguranje Zagrzeb |
| 12 | Krzysztof Szczecina | 25.07.1990     | 191    | 90   | B       | ?        | 0/0    | ?/?       | wychowanek                    |
| 13 | Mariusz Jurasik     | 04.05.1976     | 190    | 98   | R       | ?        | 5/16   | ?/?       | Rhein-Neckar Löwen            |
| 15 | Mateusz Jachlewski  | 27.12.1984     | 185    | 88   | S       | ?        | 3/7    | ?/?       | AZS-AWFiS Gdańsk              |
| 16 | Kazimierz Kotliński | 12.04.1974     | 195    | 95   | B       | ?        | 4/0    | ?/?       | Miedź Legnica                 |
| 17 | Damian Kostrzewa ** | 12.04.1974     | 188    | 90   | S       | ?        | ?/?    | ?/?       | AZS-AWFiS Gdańsk              |
| 18 | Rastko Stojković    | 12.07.1981     | 191    | 115  | O       | ?        | 5/15   | ?/?       | HSG Nordhorn-Lingen           |
| 19 | Rafał Gliński       | 29.12.1982     | 183    | 90   | S       | ?        | 3/3    | ?/?       | TV Willstätt Ortenau          |
| 21 | Daniel Żółtak       | 03.04.1984     | 196    | 98   | O       | ?        | 5/6    | ?/?       | AZS-AWFiS Gdańsk              |
| 22 | Henrik Knudsen      | 06.03.1982     | 184    | 88   | R       | ?        | 5/14   | ?/?       | TV Emsdetten                  |
| 24 | Tomasz Rosiński     | 24.02.1984     | 190    | 92   | R       | ?        | 5/19   | ?/?       | Śląsk Wrocław                 |
| 77 | Witalij Nat         | 12.04.1977     | 181    | 85   | S       | ?        | 3/7    | ?/?       | Wisła Płock                   |
| 87 | Uroš Zorman *       | 09.01.1980     | 189    | 97   | R       | ?        | 3/4    | ?/?       | RK Celje Pivovarna Laško      |

Przyszli:
- Michał Adamuszek ← MMTS Kwidzyn
- Mark Bult ← Füchse Berlin
- Mirza Džomba ← HC Croatia Osiguranje Zagrzeb
- Michał Jurecki ← TuS Nettelstedt-Lübbecke
- Damian Kostrzewa ← AZS-AWFiS Gdańsk
- Uroš Zorman ← RK Celje Pivovarna Laško

Odeszli:
- Michał Adamuszek → wypożyczenie przed sezonem do MMTS Kwidzyn
- Mark Bult → powrót przed sezonem do Füchse Berlin
- Bartosz Konitz → wypożyczenie doTuS Nettelstedt-Lübbecke
- Damian Kostrzewa → wypożyczenie do MMTS Kwidzyn
- Kamil Krieger → wypożyczenie do MMTS Kwidzyn
- Marek Kubiszewski → Nielba Wągrowiec
- Damian Moszczyński → Warmia Anders Group Społem Olsztyn
- Paweł Piwko → Miedź Legnica
- Dragan Tubić → Mors-Thy Håndbold

## Warmia Anders Group Społem Olsztyn
Trener:  Zbigniew Tłuczyński, Aleksander Malinowski (do XV kolejki)

Asystent:  Krzysztof Maciejewski

Kierownik drużyny:  Jerzy Rudziński

| Nr | Imię i nazwisko      | Data urodzenia | Wzrost | Waga | Pozycja | Liga M/B | PP M/B | Kadra M/B | Były klub              |
| -- | -------------------- | -------------- | ------ | ---- | ------- | -------- | ------ | --------- | ---------------------- |
| 1  | Sebastian Sokołowski | 07.07.1984     | 189    | 81   | B       | ?        | 0/5    | 0/0       | AZS-AWF Gdańsk         |
| 12 | Wojciech Boniecki    | 23.05.1987     | 190    | 93   | B       | ?        | 0/5    | 0/0       | UKS Dwójka Ełk         |
| 14 | Paweł Molenda        | 22.03.1982     | 189    | 98   | O       | ?        | 2/3    | 0/0       | TyS Wagenfeld          |
| 9  | Szymon Hegier        | 07.10.1987     | 194    | 132  | O       | ?        | 2/1    | 0/0       | Jurand Ciechanów       |
| 6  | Mateusz Jankowski    | 22.03.1988     | 190    | 102  | O       | ?        | 4/21   | 0/0       | Piotrkowianin Piotrków |
| 82 | Marcin Malewski      | 01.05.1982     | 181    | 85   | S       | ?        | 5/19   | 0/0       | wychowanek             |
| 4  | Paweł Ćwikliński     | 02.07.1985     | 178    | 85   | S       | ?        | 4/20   | 0/0       | AZS-AWF Gdańsk         |
| 19 | Michał Bartczak      | 27.02.1987     | 194    | 92   | S       | ?        | 5/14   | 0/0       | Vive Targi Kielce      |
| 18 | Mateusz Kopyciński   | 20.03.1988     | 185    | 89   | S       | ?        | 4/8    | 0/0       | SMS Gdańsk             |
| 13 | Jacek Zyśk           | 13.06.1979     | 188    | 92   | R       | ?        | 3/7    | 0/0       | wychowanek             |
| 5  | Damian Moszczyński   | 20.01.1980     | 196    | 100  | R       | ?        | 3/9    | 0/0       | Vive Targi Kielce      |
| 21 | Krzysztof Szymkowiak | 22.05.1980     | 193    | 96   | R       | ?        | 0/0    | 0/0       | HC Berchem             |
| 25 | Michał Nowak         | 15.01.1982     | 196    | 98   | R       | ?        | 4/14   | 0/0       | Zagłębie Lubin         |
| 10 | Mariusz Gujski       | 30.09.1982     | 187    | 104  | R       | ?        | 4/10   | 0/0       | Śląsk Wrocław          |
| 23 | Sebastian Rumniak    | 20.01.1985     | 193    | 83   | R       | ?        | 4/16   | 0/0       | Wisła Płock            |
| 37 | Michał Krawczyk      | 22.02.1987     | 191    | 99   | R       | ?        | 4/6    | 0/0       | Kusy Kraków            |
| 15 | Tomasz Garbacewicz   | 19.12.1987     | 198    | 86   | R       | ?        | 4/8    | 0/0       | AZS Zielona Góra       |

| przychodzą                                             | odchodzą                                    |
| ------------------------------------------------------ | ------------------------------------------- |
| Mariusz Gujski (Śląsk Wrocław)                         | Marek Boneczko (Miedź Legnica)              |
| Mateusz Jankowski (Piotrkowianin Piotrków Trybunalski) | Piotr Frelek (Pomezania Malbork)            |
| Paweł Molenda (niemiecka liga regionalna)              | Krzysztof Kłosowski (zakończenie kariery)   |
| Damian Moszczyński (Vive Targi Kielce)                 | Krzysztof Maciejewski (zakończenie kariery) |
| Michał Nowak (Zagłębie Lubin)                          | Łukasz Masiak (Pogoń Szczecin)              |
| Sebastian Rumniak (Wisła Płock)                        | Daniel Urbanowicz (Luksemburg)              |
|                                                        | Adam Waśko                                  |
|                                                        | Adam Wolański (SPR BRW Stal Mielec)         |
|                                                        | Marcin Żelazek                              |

## Orlen Wisła Płock
Trener:  Lars Walther

Asystent:  Krzysztof Kisiel

Kierownik drużyny:  Grzegorz Markiewicz

| Nr | Imię i nazwisko       | Data urodzenia | Wzrost | Waga | Pozycja | Liga M/B | PP M/B | Kadra M/B | Były klub              |
| -- | --------------------- | -------------- | ------ | ---- | ------- | -------- | ------ | --------- | ---------------------- |
| 22 | Morten Seier          | 27.03.1977     | 193    | 99   | B       | ?        | ?      | ?/?       | RK Gorenje Velenje     |
| 12 | Marcin Wichary        | 17.02.1980     | 193    | 99   | B       | ?        | ?      | 0/0       | Warszawianka Warszawa  |
| 20 | Dmitrij Kuzielew      | 01.11.1969     | 195    | 105  | O       | ?        | ?      | ?/?       | Århus GF               |
| 2  | Zbigniew Kwiatkowski  | 02.04.1985     | 203    | 114  | O       | ?        | ?      | 0/0       | Jurand Ciechanów       |
| 4  | Wiktor Jędrzejewski   | 05.09.1987     | 197    | 102  | O       | ?        | ?      | 0/0       | Miedź Legnica          |
| 21 | Kamil Syprzak         | 23.07.1991     | 208    | 116  | O       | ?        | ?      | 0/0       | MUKS 21 Płock          |
| 9  | Tomasz Paluch         | 25.03.1975     | 185    | 75   | S       | ?        | ?      | 0/0       | Czuwaj Przemyśl        |
| 7  | Arkadiusz Miszka      | 13.07.1980     | 186    | 86   | S       | ?        | ?      | ?/?       | Piotrkowianin Piotrków |
| 10 | Adam Wiśniewski       | 24.10.1980     | 190    | 82   | S       | ?        | ?      | 0/0       | wychowanek             |
| 6  | Joakim Bäckström      | 01.01.1986     | 180    | 80   | S       | ?        | ?      | ?/?       | H 43 Lund              |
| 5  | Tomasz Klinger        | 22.03.1991     | 186    | 91   | S       | ?        | ?      | 0/0       | SMS Gdańsk             |
| 13 | Rafał Kuptel          | 01.04.1976     | 193    | 99   | R       | ?        | ?      | 0/0       | HCV Berchem            |
| 11 | Vegard Samdahl        | 21.03.1978     | 188    | 91   | R       | ?        | ?      | ?/?       | Århus GF               |
| 23 | Bostjan Kavaš         | 13.09.1978     | 191    | 95   | R       | ?        | ?      | ?/?       | Metałurg Skopje        |
| 17 | Michał Zołoteńko      | 21.03.1979     | 192    | 97   | R       | ?        | ?      | 0/0       | Sambor Tczew           |
| ?  | Lars Møller Madsen ** | 30.05.1981     | 205    | 116  | R       | ?        | ?      | ?/?       | Skjern Håndbold        |
| 15 | Luka Dobelšek         | 12.01.1983     | 191    | 89   | R       | ?        | ?      | ?/?       | TV Emsdetten           |
| 33 | Vukašin Rajković      | 07.04.1983     | 197    | 104  | R       | ?        | ?      | ?/?       | FCK Håndbold           |
| 19 | Adam Twardo           | 26.05.1983     | 195    | 95   | R       | ?        | ?      | 0/0       | wychowanek             |
| ?  | Alexey Peskov **      | 16.12.1983     | 200    | 100  | R       | ?        | ?      | ?/?       | Celje Pivovarna Laško  |
| 5  | Piotr Chrapkowski     | 24.03.1988     | 203    | 90   | R       | ?        | ?      | ?/?       | AZS-AWF Gdańsk         |
| 24 | Kamil Mokrzki         | 29.10.1991     | 203    | 90   | R       | ?        | ?      | 0/0       | wychowanek             |

| przychodzą                                                                     | odchodzą                                                   |
| ------------------------------------------------------------------------------ | ---------------------------------------------------------- |
| Piotr Chrapkowski (AZS-AWFiS Gdańsk)                                           | Sebastian Rumniak (Warmia Anders Group Społem Olsztyn)     |
| Luka Dobelšek (TV Emsdetten)                                                   | Bartosz Wuszter (MKS Piotrkowianin Piotrków Trybunalski)   |
| Wiktor Jędrzejewski {powrót z Miedzi Legnica z wypożyczenia)                   | Piotr Masłowski (MKS Piotrkowianin Piotrków Trybunalski)   |
| Boštjan Kavaš (Metałurg Skopje)                                                | Adrian Piórkowski (MKS Piotrkowianin Piotrków Trybunalski) |
| Przemysław Witkowski (piłkarz ręczny) {powrót z Miedzi Legnica z wypożyczenia) |                                                            |
| Vukašin Rajković (FCK Kopenhaga)                                               |                                                            |

## MKS Zagłębie Lubin
Trener:  Jerzy Szafraniec

Asystent:  Dariusz Bobrek

Kierownik drużyny:  Roman Zaprutko

Trener odnowy:  Sławomir Kardasz

Trener współpracujący:  Mariusz Knull

| Nr | Imię i nazwisko      | Data urodzenia | Wzrost | Waga | Pozycja | Liga M/B | PP M/B | Kadra M/B | Były klub             |
| -- | -------------------- | -------------- | ------ | ---- | ------- | -------- | ------ | --------- | --------------------- |
| 12 | Michał Świrkula      | 12.07.1982     | 192    | 100  | B       | ?        | ?      | 0/0       | Wybrzeże Gdańsk       |
| 16 | Adam Malcher         | 21.05.1986     | 196    | 108  | B       | ?        | ?      | 0/0       | Gwardia Opole         |
| 2  | Paweł Orzłowski      | 02.06.1972     | 197    | 125  | O       | ?        | ?      | 0/0       | MT Melsungen          |
| 3  | Michał Stankiewicz   | 26.03.1985     | 190    | 100  | O       | ?        | ?      | 0/0       | Vive Targi Kielce     |
| 18 | Piotr Obrusiewicz    | 02.07.1973     | 184    | 85   | S       | ?        | ?      | 0/0       | Miedź Legnica         |
| 10 | Tomasz Kozłowski     | 18.10.1978     | 182    | 84   | S       | ?        | ?      | 0/0       | wychowanek            |
| 7  | Bartłomiej Tomczak   | 07.09.1985     | 186    | 82   | S       | ?        | ?      | ?/?       | Ostrowia Ostrów Wlkp. |
| 9  | Radosław Fabiszewski | 16.02.1976     | 192    | 90   | R       | ?        | ?      | 0/0       | Miedź Legnica         |
| 11 | Mikołaj Szymyślik    | 14.09.1982     | 185    | 99   | R       | ?        | ?      | 0/0       | Chrobry Głogów        |
| 19 | Marceli Migała       | 31.01.1983     | 189    | 101  | R       | ?        | ?      | 0/0       | Powen Zabrze          |
| 23 | Robert Kieliba       | 02.02.1984     | 190    | 90   | R       | ?        | ?      | 0/0       | Powen Zabrze          |
| 17 | Wojciech Klimczak    | 22.04.1986     | 182    | 80   | R       | ?        | ?      | 0/0       | GSPR Gorzów Wlkp.     |
| 8  | Paweł Adamczak       | 06.09.1986     | 188    | 95   | R       | ?        | ?      | 0/0       | Miedź Legnica         |
| 14 | Piotr Adamczak       | 20.07.1988     | 199    | 100  | R       | ?        | ?      | 0/0       | SMS Gdańsk            |
| 5  | Dariusz Rosiek       | 07.02.1990     | 189    | 94   | R       | ?        | ?      | 0/0       | wychowanek            |
| 13 | Michał Pułka         | ?              | ?      | ?    | R       | ?        | ?      | 0/0       | ?                     |

| przychodzą                                      | odchodzą                                          |
| ----------------------------------------------- | ------------------------------------------------- |
| Wojciech Klimczak (AZS AWF Gorzów Wielkopolski) | Michał Nowak (Warmia Anders Group Społem Olsztyn) |
| Mikołaj Szymyślik (Chrobry Głogów)              |                                                   |